# Black Torrington
Pour les articles homonymes, voir Torrington.
Black Torrington est un village et une paroisse civile du Devon, situé dans l'Angleterre du Sud-Ouest. 